# Ла Бургонь
«Ла Бургонь» (фр. La Bourgogne) — французский пассажирский лайнер, потерпевший катастрофу и затонувший в 1898 году. В литературных источниках «Ла Бургонь» на момент катастрофы часто описывается как четырёхмачтовое судно, что неверно, так как две мачты были демонтированы в 1897 году и на момент гибели лайнер был двухмачтовым.
К теме катастрофы «Ла Бургонь» газеты возвращались ещё несколько лет, пока крушение «Титаника» не стало в этом плане событием номер один.

## Конструкция судна

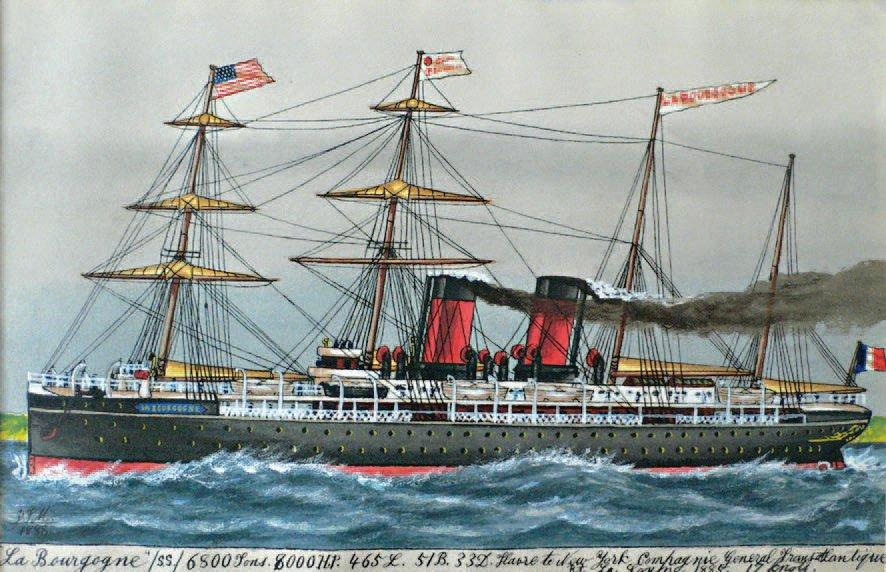
«Ла Бургонь». Акварель Джеймса Скотта Максвелла, 1888 г.

Судно было построено компанией «Société Nouvelle des Forges et Chantiers de la Méditerranée» в коммуне Ла-Сен-сюр-Мер в 1885 году. «Ла Бургонь» представляла собой характерное для своего времени трёхпалубное судно спардечного типа с преимущественным размещением жилых помещений ниже верхней палубы. Регистровый тоннаж составлял 7395 регистровых тонн, длина корпуса 150,7 метров, ширина 15,9 метров, максимальная осадка 8,5 метров. Корпус судна из железа и стали был разделён водонепроницаемыми переборками на 10 отсеков, надстройки были деревянными.
Изначально судно было оснащено паровой машиной тройного расширения, работавшей на один гребной винт, четырьмя мачтами, несущими парусное вооружение баркентины и могло развивать скорость до 17 узлов. Котельные отделения и две наклонённые назад дымовые трубы размещались в средней части корпуса между грот-мачтами, машинное отделение находилось позади второй грот-мачты. На главной и нижней палубе размещались помещения для 1055 пассажиров — 390 первого, 65 второго и 600 третьего класса. На верхней палубе находились салон первого класса и служебные помещения, на спардеке прогулочная палуба первого класса и спасательные шлюпки, и непосредственно перед первой грот-мачтой располагались закрытый ходовой мостик и капитанская каюта. Также имелись трюмы для груза, в основном, почты. Для своего времени лайнер был хорошо оснащён, в частности имелось электрическое освещение.

## История

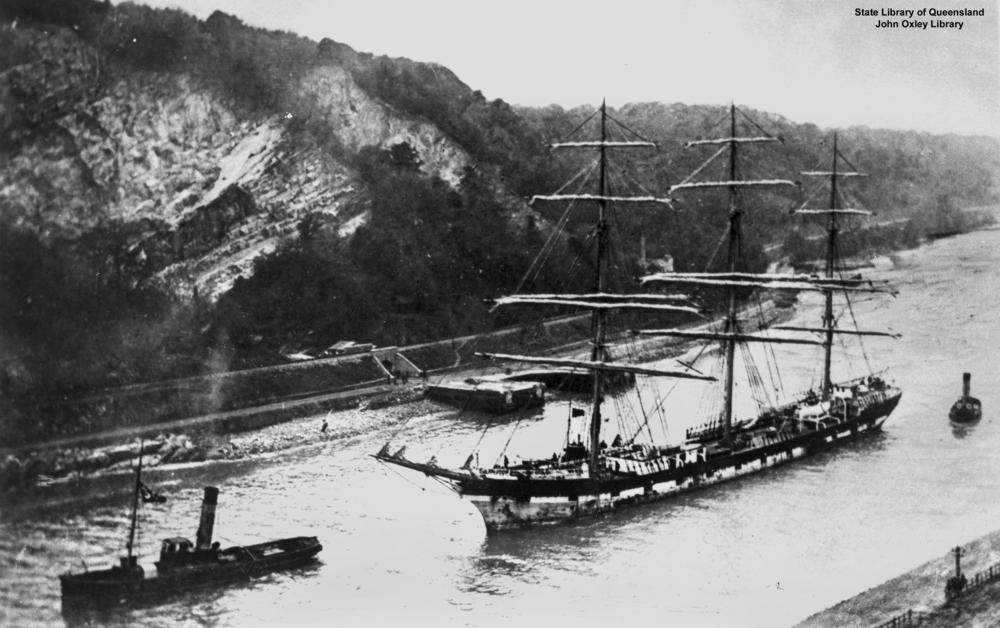
Барк «Кромартишир»

Лайнер был построен для компании «Compagnie Générale Transatlantique», спущен на воду 8 октября 1885 года и введён в строй 19 июня 1886 года. Он стал вторым в серии судов-близнецов: «La Champagne», «SS La Bretagne» и «La Gascogne». В июне 1886 года лайнер был выведен на линию Гавр—Нью-Йорк и проходил этот маршрут менее чем за 7 дней.
29 февраля 1886 года на вход в гавань Нью-Йорка «Ла Бургонь» налетела на стоявший на якоре пароход «Алиса» британской компании «Atlas Steamship Company». В результате столкновения «Алиса» затонула.
Весной 1890 года «Ла Бургонь» столкнулась с пароходом «SS Toreador», причинив ему разрушения в области кормы. Оба корабля остались на плаву.
В 1897 году лайнер подвергся модернизации, в ходе которой был оснащён более мощной и экономичной паровой машиной четырёхкратного расширения, увеличена высота дымовых труб и демонтированы обе грот-мачты и парусное вооружение.

## Катастрофа
2 июля 1898 года «Ла Бургонь» вышла из Нью-Йорка в очередной рейс в Гавр, на её борту находились 725 человек — 597 пассажиров и 128 членов экипажа. К третьему дню плавания судно по неизвестной причине сместилось на 160 миль севернее трассы, предназначенной для судов, следующих из Америки в Европу, и оказалось в коридоре, рекомендованном для парусных судов, следующих в западном направлении. 4 июля, около 05:00 утра, недалеко от острова Сейбл, лайнер в густом тумане столкнулся с британским барком «Кромартишир» («Cromartyshire»), направлявшимся в Филадельфию. Удар был скользящим, правый борт «Ла Бургони» получил серьёзные повреждения ниже и выше ватерлинии от форштевня от правого станового якоря «Кромартишира». Бом-утлегарь барка разрушил ходовой мостик и спардек лайнера, также была повреждена силовая установка парохода. Почти все шлюпки с правого борта лайнера оказались разбиты. Капитан «Ла Бургони» Антуан Делонкль (фр. Antoine Deloncle) принял решение выбросить судно на песчаную отмель острова Сейбл в 60 милях, но затопление шло быстро и менее чем через час после столкновения лайнер затонул. 164 выживших с «Ла Бургони» (59 пассажиров и 105 членов экипажа) были подобраны «Кромартиширом» и позднее переведены на лайнер «Грешиан» (англ. SS Grecian), принадлежавший компании «Эллан лайн» (англ. Allan Line steamship), который доставил их в Галифакс (Новая Шотландия).
В катастрофе лайнера «Ла Бургонь» погиб 561 человек: 538 пассажиров и 23 члена экипажа (называют и другие цифры — 546, 565 и даже 597 человек); она стала крупнейшей в истории компании. Капитан Делонкль отказался покинуть тонущее судно и погиб вместе с ним. Среди погибших были турецкий борец Юсуф Исмаил и американский художник Де Скотт Эванс (англ. De Scott Evans).

## Расследование причин катастрофы
Многие пассажиры были убиты в борьбе за места в шлюпках и в драках за спасательные жилеты; убийства продолжались и после того, как лайнер ушёл под воду. Зачинщиками беспорядков (предположительно) выступили австрийские матросы, которые возвращались в Европу. Они первыми начали стрелять в других пассажиров, прокладывая себе путь к шлюпкам. Их примеру последовали пассажиры третьего класса, в основном итальянские мигранты, которые использовали ножи. Когда лайнер затонул, в воде оказалось много людей, пытавшихся спастись вплавь. Но если они подплывали к шлюпкам или плотам и пытались залезть, сидевшие в них люди били их вёслами по голове и скидывали обратно в воду.
Из пассажиров спаслось всего 10 %, в то время, как из экипажа — около 80 %. Из 200 женщин, 50 грудных младенцев и 30 детей постарше спаслась только 1 женщина — Виктория Лакассе (фр. Victoria Lacasse).